# Devín
Devín (în germană Theben, în italiană Duino, în maghiară Dévény), inițial un sat separat, situat la confluența râurilor Morava și Dunăre, este în prezent un cartier al Bratislavei, capitala Slovaciei. Este un important sit arheologic, faimos pentru ruinele castelului Devín. Devín se află aproape de Poarta Devín, care a fost văzută ca poarta occidentală de acces spre Regatul Ungariei.
Numele provine de la cuvântul slovac deva, care înseamnă „fată”.

## Istorie
Mulțumită locației sale strategice la confluența râurilor Morava și Dunăre, stânca din apropiere a fost un loc ideal pentru o fortăreață. Situl a fost locuit din epoca Neoliticului, și atât celții, cât și romanii, au construit forturi acolo.

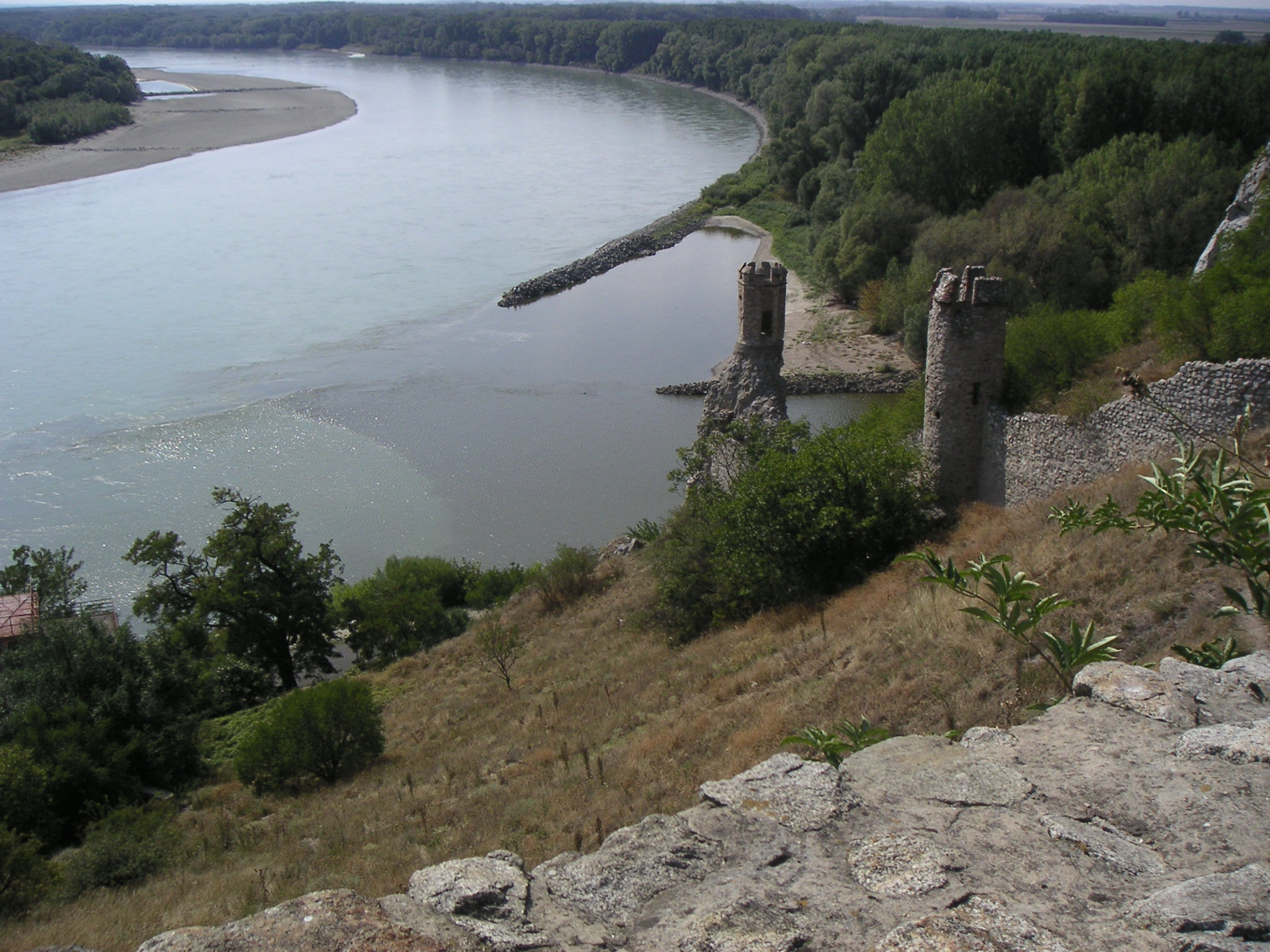
Castelul Devín de pe Dunăre

Devín a fost menționat pentru prima dată într-un document din 1237, cu numele Villa Thebyn. A fost inițial un mic sat, aparținând de Castelul Devín, dar a ajuns la statutul de oraș mic în secolul al XV-lea. În 1568 Devín a fost separat de proprietarul său inițial. Croații care s-au refugiat în fața pericolului otoman s-au stabilit aici în secolul al XVI-lea. Castelul de deasupra satului a fost ars de trupele lui Napoleon în 1809. Din octombrie 1938 până în aprilie 1945, Devín a făcut parte din Al Treilea Reich, inclus în regiunea Austriei Inferioare. În 1946 Devín a fost redat Cehoslovaciei, fiind inclus în Bratislava.

## Caracteristici
Devín face parte din Bratislava, dar se diferențiază de restul orașului prin caracterul său rural. Ca un popular centru de recreație, oferă vizitatorilor un castel vechi, situat pe o stâncă impresionantă, cărări pentru drumeții în zonele deluroase din preajma satului, grădini și vii mari, precum și posibilitatea unor plimbări liniștitoare de-a lungul Dunării. Legăturile bune de autobuz cu centrul Bratislavei fac parte din sistemul municipal de transport public. Majoritatea locuitorilor fac naveta pentru a munci în altă parte a Bratislavei.
Devín este deseori inundat de râurile Morava și Dunăre, cea mai puternică inundație din istoria recentă fiind cea din august 2002.
1. ↑   (PDF) https://www.dubravka.sk/files/documents/samosprava/miestne_zastupitelstvo/zasadnutia%20mz/20112017/01.pdf Lipsește sau este vid: |title= (ajutor)